# Henri Dulieux
Henri Joseph Marie Dulieux, född 10 maj 1897 i Lille, död 29 maj 1982 i Chantepie, var en fransk fäktare.
Dulieux blev olympisk bronsmedaljör i värja vid sommarspelen 1936 i Berlin.